# 柴田雄次

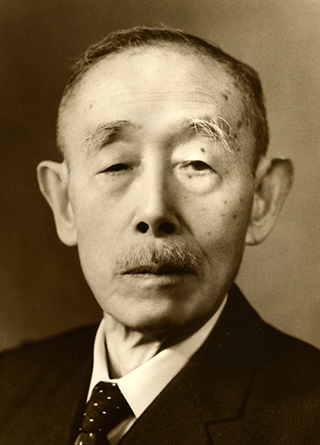
柴田雄次（日本学士院院長時）

柴田 雄次（しばた ゆうじ、1882年〈明治15年〉1月28日 - 1980年〈昭和55年〉1月28日）は、日本の化学者。東京大学名誉教授。正三位勲一等瑞宝章。東京府出身。

## 生涯

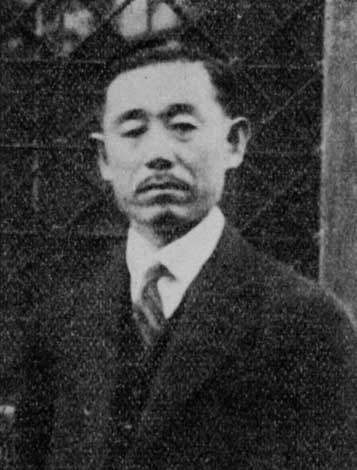
1936年頃

薬学者柴田承桂の息子として東京市神田区駿河台に生まれる。父は当時、東京医学校（東京大学医学部の前身）教授。先祖は代々、尾張藩で侍医を務めた。兄柴田桂太は、のち植物生理学者、東京帝国大学教授。長男は著名な作曲家にして音楽評論家の柴田南雄。
東京高等師範学校附属尋常中学校（現・筑波大学附属中学校・高等学校）から旧制第一高等学校を経て、1904年、東京帝国大学理科大学化学科入学、桜井錠二や池田菊苗たちに師事し、1907年卒業。東京帝国大学大学院に進んで松原行一に師事した。
1910年、東京帝国大学理科大学講師となったが、同年、文部省留学生としてヨーロッパに渡り、ドイツではライプツィヒ大学にてハンチに、スイスではチューリヒ大学にてアルフレート・ヴェルナーに、フランスではパリ大学にてジョルジュ・ユルバンに学ぶ。
1913年に帰国し、東京帝国大学理科大学助教授として無機化学を講じる。1916年、長男南雄誕生。1917年7月16日、金属錯塩の吸収スペクトルの研究によって理学博士となる。1919年、東京帝国大学教授。
1942年、東京帝国大学理学部教授を定年退官し、新設の名古屋帝国大学に赴任、理学部長に就任。1944年、帝国学士院会員となる。
1948年、名古屋大学教授を退官。1949年、東京都立大学 (1949-2011)の初代総長に就任し、1957年までこの地位にあった。
1962年、日本学士院院長に就任（～1970年）。文化功労者となる。
日本の科学界全体の国際交流に尽くした他、日本の火山・温泉や古代文化財に対する化学的研究を本格的に行った。特に錯塩化学の日本における草分け的存在である。墓所は所沢市所沢聖地霊園。

## 受賞・栄典
- 1927年（昭和2年） - 「金属錯塩の分光科学的研究」にて学士院恩賜賞を受賞[2]。

## 伝記
- 田中実『日本の化学と柴田雄次』大日本図書、1975年。